# Roger Corman

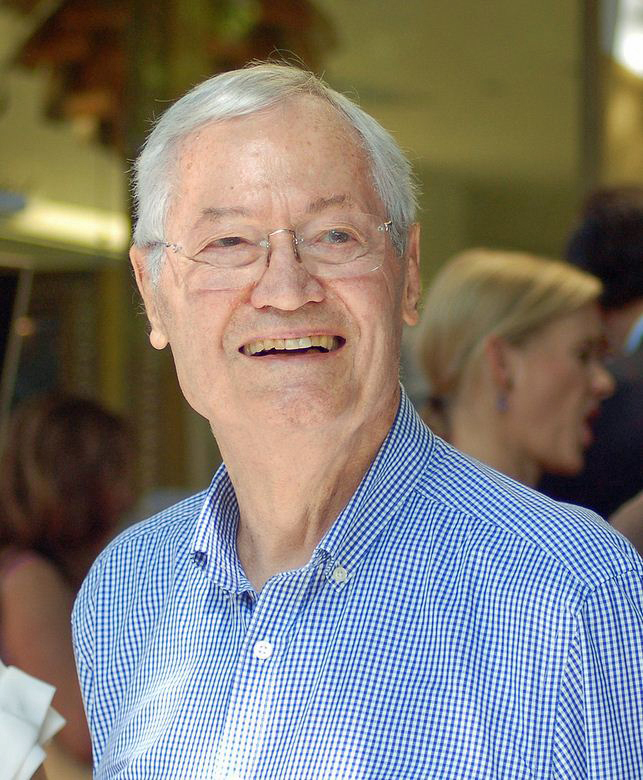
Roger Corman (2012)

Roger Corman (* 5. April 1926 in Detroit, Michigan; † 9. Mai 2024 in Santa Monica, Kalifornien) war ein US-amerikanischer Independent-Regisseur und Filmproduzent. Corman machte sich durch günstig produzierte, jedoch qualitativ überdurchschnittliche und kommerziell erfolgreiche B-Movies einen Namen, die überwiegend dem Genre des Exploitationfilms zugeordnet werden und oft durch formale und inhaltliche Radikalität und Subversivität auffielen. Besonders bekannt wurden seine Verfilmungen von Geschichten Edgar Allan Poes. Als Produzent erlangte Corman zudem filmhistorische Bedeutung durch die Förderung von später berühmten Regisseuren wie James Cameron, Martin Scorsese, Francis Ford Coppola, Jonathan Demme, Joe Dante, Peter Bogdanovich und anderen. Auch Schauspielerkarrieren wie die von Jack Nicholson wurden von Corman maßgeblich vorangetrieben. Im Jahr 2010 wurde Corman ein Ehrenoscar für sein Lebenswerk verliehen. Insgesamt drehte Corman 56 Filme und war an der Entstehung von über 510 Filmen als Produzent bzw. Executive Producer beteiligt.

## Leben
Ursprünglich hatte Corman Ingenieurwesen studiert, wechselte 1953 jedoch zum Film. Seine Spezialität wurden Geschichten, die dem Zeitgeist entsprachen, schnell und handwerklich korrekt zu geringen Budgets verwirklicht und vermarktet wurden. Zwar gewann Corman in seiner Karriere wenig prestigeträchtige Auszeichnungen, seine unterhaltsamen und auch oft radikalen Filme spielten aber alle Gewinne ein – wie auch der Titel seiner Autobiografie bemerkt: How I Made a Hundred Movies in Hollywood and Never Lost a Dime (1998).
Tatsächlich war er in den vergangenen 50 Jahren an der Produktion von fast 500 Filmen für Kino und Fernsehen beteiligt und führte bei 56 davon selbst Regie. Während Corman in den 1950er Jahren den postapokalyptischen Monsterfilm mitgestaltete wie It Conquered The World, produzierte er in den 1960er Jahren die bis heute hoch geschätzten Edgar-Allan-Poe-Adaptionen – oft mit Vincent Price in der Hauptrolle – wie Die Verfluchten und Motorradfilme wie Die wilden Engel. Ursprünglich bereitete er sogar Easy Rider den Weg auf die Leinwand, wurde aber vom produzierenden Studio ausgebootet.
1961 drehte Corman mit Weißer Terror den einzigen Film, bei dem er laut eigener Aussage Geld verlor. Mit dem jungen William Shatner in der Hauptrolle war dies einer der ersten US-Filme überhaupt, die sich ernsthaft mit dem Thema Rassismus auseinandersetzten.
In den 1960er Jahren kaufte Roger Corman einige sowjetische Science-Fiction-Filme und produzierte daraus relativ stark veränderte neue Filme, indem er sie umschneiden ließ und neue zusätzliche Szenen mit amerikanischen Schauspielern hinzufügte. Zu den bekanntesten zählen Voyage to the Prehistoric Planet (deutsche Fassung: Die Reise zum prähistorischen Planeten) (1965) und Voyage to the Planet of Prehistoric Women (1968), die auf dem sowjetischen Film Planet der Stürme von Pawel Kluschanzew basierten, sowie Queen of Blood (1966) und Battle Beyond the Sun (1962; hier war der junge Francis Ford Coppola für die Umarbeitung zuständig), die auf den Werken Begegnung im All bzw. Der Himmel ruft von Michail Karjukow fußten. Der russische Stab der Originalfilme erhielt englischsprachige Pseudonyme. Trotzdem waren diese Filme bemerkenswert, da sie dem amerikanischen Publikum einen seltenen Einblick in die sowjetische Filmproduktion jener Zeit lieferten.

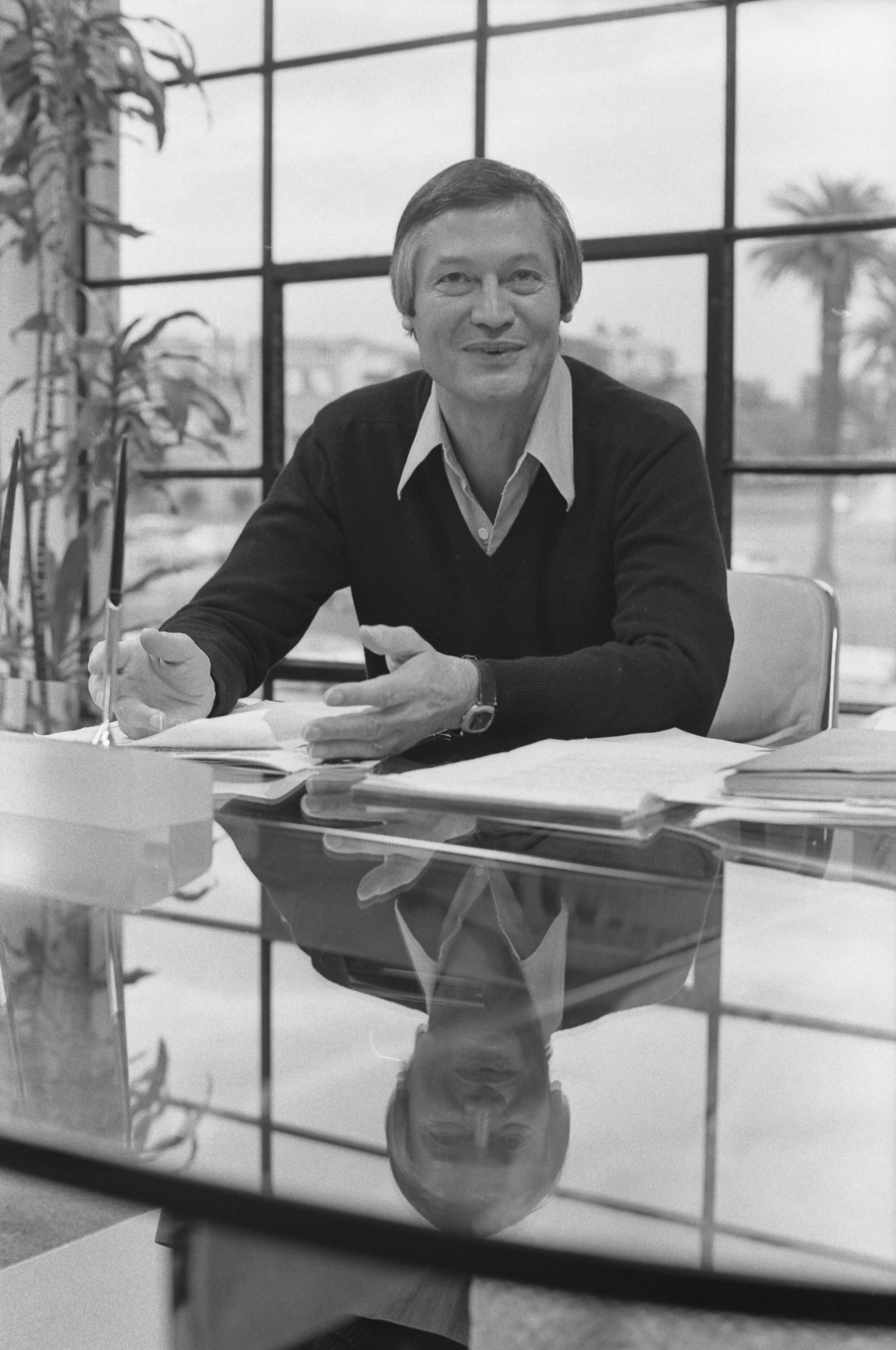
Roger Corman (1978)

Neben seinen quirligen Schnellschüssen unterstützte Corman stilsicher den Verleih und auch die Finanzierung von ausländischen, künstlerisch anspruchsvollen Filmen (zum Beispiel Marlene Dietrich – Her Own Song aus dem Jahr 2001). Sein Rekord für eine schnelle Produktion liegt bei zwei Tagen und einer Nacht für einen kompletten 35-mm-Spielfilmdreh: das Original von Kleiner Laden voller Schrecken startete 1960 Jack Nicholsons Karriere. Überhaupt gab Roger Corman vielen heutigen Hollywood-Größen Starthilfe: Dennis Hopper, Francis Ford Coppola, Martin Scorsese, Jonathan Demme, James Cameron, Peter Bogdanovich, Joe Dante, George Lucas, Ron Howard, Robert Zemeckis, Sylvester Stallone und viele mehr konnten sich als Anfänger in der Filmwerkstatt Cormans bewähren – damals hieß seine Produktionsfirma New World Pictures, später Concorde. 1990 veröffentlichte er mit der Literaturverfilmung Roger Cormans Frankenstein seine letzte Regiearbeit, seither trat er nur noch als Produzent in Erscheinung.
In den späten 1980er Jahren gründete er neben seinem Concorde-Studio in Los Angeles noch eine europäische Niederlassung im Westen Irlands, wo er vornehmlich düstere Kostümdramen realisieren ließ. Heute existiert das Studio zwar noch, Corman zog sich aber ab 1999 langsam aus dem Geschäft zurück.
1992 produzierte Corman die erste Verfilmung von The Fantastic Four, die jedoch nie veröffentlicht wurde. Der Film wurde im Schnellverfahren und mit einem Budget von einer Million Dollar realisiert. Der Grund für diese Art der Produktion und das Nichterscheinen des Films liegt, laut Aussagen vieler am Film beteiligter Personen, darin, dass sich das Filmunternehmen Constantin Film die Rechte für The Fantastic Four bis Ende 1992 gesichert hatte und man durch den Beginn der Produktion eine automatische Verlängerung dieser Rechte um zehn weitere Jahre sicherstellte. Diese Rechteverlängerung erlaubte dem Filmstudio ein Jahrzehnt später die Produktion der bekannten Fantastic-Four-Filme mit Jessica Alba. Mittlerweile wurde ein Bootleg des im Jahr 1992 entstandenen Films auf YouTube hochgeladen.
Gelegentlich wird Roger Corman der Titel „King of B-Movies“ verliehen, eine Bezeichnung, die er aber ablehnte. Denn B-Filme waren ursprünglich die minderwertigen Produktionen, die im Hollywood-Studiosystem der 1930er bis 1960er Jahre schnell heruntergekurbelt und im Doppelpack mit glamouröseren A-Filmen im Kino gezeigt wurden. Cormans Filme waren jedoch immer im Kino die Hauptattraktion und keine verschämt angehängten Streifen.
Bereits ab den 1960er Jahren trat Corman auch als Nebendarsteller in Filmen auf, in den 1990ern auch in größeren Produktionen wie Das Schweigen der Lämmer (in der Rolle des FBI-Direktors), Philadelphia oder Apollo 13.

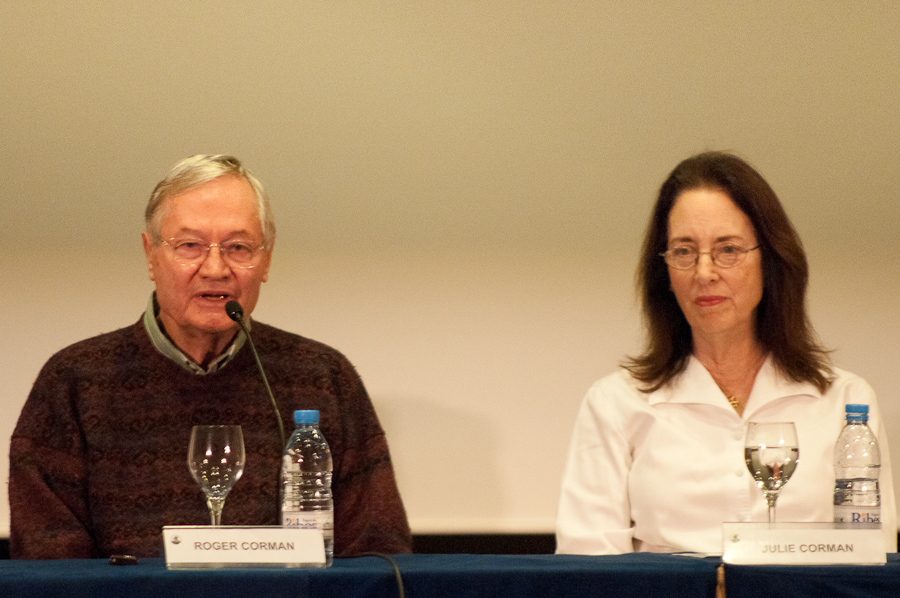
Roger und Julie Corman (2010)

Anfang September 2009 wurde Corman der Ehrenoscar zugesprochen, der ihm am 14. November desselben Jahres überreicht wurde. Mit Corman’s World: Exploits of a Hollywood Rebel wurde 2012 seine Autobiografie als Dokumentarfilm veröffentlicht. Der Film feierte 2011 seine Premiere bei den Filmfestspiele von Cannes und war dort für die Caméra d’Or nominiert. Die Dokumentation enthält Interviews mit Jack Nicholson, Martin Scorsese, Quentin Tarantino, Paul W.S. Anderson, Julie Corman und vielen anderen.

### Persönliches
Corman war ab dem 23. Dezember 1970 mit Julie Corman (geb. Halloran) verheiratet, die seither eng mit ihm zusammenarbeitete. Aus der Verbindung gingen zwei Töchter (* 1975 und * 1984) und zwei Söhne (* 1976 und * 1977) hervor.
Sein anderthalb Jahre jüngerer, 2020 gestorbener Bruder Gene Corman arbeitete ebenfalls als Filmproduzent.
Roger Corman starb am 9. Mai 2024 im Alter von 98 Jahren in seinem Zuhause im kalifornischen Santa Monica.

## Filmografie

### Regisseur
- 1955: Fünf Revolver gehen nach Westen (Five Guns West)
- 1955: Heiße Colts und schnelle Pferde (Apache Woman)
- 1955: Die letzten Sieben (The Day the World Ended)
- 1955: Vier Frauen im Sumpf (Swamp Women)
- 1956: Einer schoss schneller (The Oklahoma Woman)
- 1956: Sonntag sollst du sterben (Gunslinger)
- 1956: It Conquered the World
- 1956: Gesandter des Grauens (Not of This Earth)
- 1956: The Undead
- 1956: She-Gods of Shark Reef
- 1956: Naked Paradise
- 1956: Attack of the Crab Monsters
- 1957: Rock All Night
- 1957: Teenage Doll
- 1957: Carnival Rock
- 1957: Aufruhr im Mädchenwohnheim (Sorority Girl)
- 1957: The Viking Woman and the Sea Serpent
- 1957: Planet der toten Seelen (War of the Satellites)
- 1958: Revolver-Kelly (Machine Gun Kelly)
- 1958: Teenage Caveman
- 1958: Gangster Nr. 1 (I Mobster)
- 1959: Die Wespenfrau (The Wasp Woman)
- 1959: Das Vermächtnis des Professor Bondi (A Bucket of Blood)
- 1960: The Last Woman on Earth
- 1960: Creature from the Haunted Sea
- 1960: Ski Troop Attack
- 1960: Kleiner Laden voller Schrecken (The Little Shop of Horrors)
- 1960: Die Verfluchten (House of Usher)
- 1960: Atlas
- 1961: Das Pendel des Todes (Pit and the Pendulum)
- 1961: Lebendig begraben (Premature Burial)
- 1962: Der grauenvolle Mr. X (Tales of Terror)
- 1962: Der Massenmörder von London (Tower of London)
- 1962: Schnelle Autos und Affären (The Young Racers)
- 1962: Der Rabe – Duell der Zauberer (The Raven)
- 1962: Weißer Terror (The Intruder)
- 1963: The Terror – Schloß des Schreckens (The Terror)
- 1963: Der Mann mit den Röntgenaugen (X – The Man with the X-Ray Eyes)
- 1963: Die Folterkammer des Hexenjägers (The Haunted Palace)
- 1963: Geheimauftrag Dubrovnik (The Secret Invasion)
- 1964: Satanas – Das Schloß der blutigen Bestie (The Masque of the Red Death)
- 1964: Das Grab der Lygeia (The Tomb of Ligeia)
- 1966: Die wilden Engel (The Wild Angels)
- 1967: Chicago-Massaker (The St. Valentine’s Day Massacre)
- 1967: Der gnadenlose Ritt (A Time for Killing) (unerwähnte Co-Regie)
- 1967: The Trip
- 1968: Target Harry (How To Make It)
- 1969: Das ausschweifende Leben des Marquis de Sade (De Sade) (unerwähnte Co-Regie)
- 1970: Bloody Mama
- 1970: G.A.S.S. oder: Es war notwendig, die Welt zu vernichten, um sie zu retten (GAS-S-S-S)
- 1971: Manfred von Richthofen – Der Rote Baron (Von Richthofen and Brown)
- 1978: Todesrallye in Helix-City (Deathsport) (unerwähnte Co-Regie)
- 1980: Sador – Herrscher im Weltraum (Battle Beyond the Stars) (unerwähnte Co-Regie)
- 1990: Roger Cormans Frankenstein (Frankenstein Unbound)

### Produzent (Auswahl)
- 1954: Die Autofalle von Las Vegas (Highway Dragnet) (Ko-Produzent)
- 1954: Monster from the Ocean Floor
- 1954: Der rasende Teufel (The Fast and the Furious)
- 1955: Ausgeburt der Hölle (The Beast With a Million Eyes)
- 1958: The Cry Baby Killer
- 1958: Die letzte Mahnung war aus Blei (Hot Car Girl)
- 1958: Das Grauen kam um Mitternacht (Night of the Blood Beast)
- 1959: Attack of the Giant Leeches
- 1963: Dementia 13
- 1965: Voyage to the Prehistoric Planet
- 1966: Das Schießen (The Shooting)
- 1966: Ritt im Wirbelwind (Ride in the Whirlwind)
- 1966: Queen of Blood
- 1966: Blood Bath
- 1967: Rebellen in Lederjacken (Devil’s Angels)
- 1968: Bewegliche Ziele (Targets)
- 1969: Nackt auf hartem Sattel (Naked Angels)
- 1970: Die Rocker von der Boston Street (Angels Die Hard)
- 1970: Voodoo Child (The Dunwich Horror)
- 1972: Die Faust der Rebellen (Boxcar Bertha)
- 1972: Rollerfieber (The Unholy Rollers)
- 1972: The Cremators
- 1972: Gott sei den Bullen gnädig (The Dirt Gang)
- 1973: Meuterei auf der Teufelsinsel (I Escaped from Devil's Island)
- 1973: Der Untergang Japans (Nippon chinbotsu)[7]
- 1974: Das Zuchthaus der verlorenen Mädchen (Caged Heat)
- 1974: Liebe böse Mama (Big Bad Mama)
- 1975: Capone
- 1975: Frankensteins Todesrennen (Death Race 2000)
- 1976: Friss meinen Staub (Eat My Dust)
- 1976: Vergewaltigt hinter Gittern (Jackson County Jail)
- 1976: In Hollywood ist der Teufel los! (Hollywood Boulevard)
- 1976: Mach ein Kreuz und fahr zur Hölle (Fighting Mad)
- 1977: Ilsa – The Tigress
- 1977: Highway 101 – Vollgas bis die Fetzen fliegen (Grand Theft Auto)
- 1977: Ich hab’ dir nie einen Rosengarten versprochen (I Never Promised You a Rose Garden)
- 1978: Wie Blitz und Donner (Thunder and Lightning)
- 1978: Piranhas (Piranha)
- 1978: Giganten mit stählernen Fäusten (Deathsport)
- 1979: Rock ’n’ Roll Highschool (Rock ’n’ Roll High School)
- 1979: Fast Charlie – Der rasende Charlie (Fast Charlie)
- 1979: Saint Jack
- 1980: Das Grauen aus der Tiefe (Humanoids from the Deep)
- 1981: Planet des Schreckens (Galaxy of Terror)
- 1981: Sorceress – Die Mächte des Lichts (Sorceress)
- 1981: Highway Kids
- 1982: Der Android (Android)
- 1982: Mutant – Das Grauen im All (Forbidden World)
- 1982: The Slumber Party Massacre
- 1983: Deathstalker
- 1983: Love Letters
- 1983: Space Raiders
- 1983: Suburbia – Rebellen der Vorstadt (Suburbia)
- 1985: School Spirit – Der ausgeflippte College-Geist (School Spirit)
- 1985: Wizards of the Lost Kingdom
- 1986: Im Reich der Amazonen (Amazons)
- 1986: Shopping (Chopping Mall)
- 1986: American Scorpion
- 1987: Boone: Ein Schurke unter Schurken (Sweet Revenge)
- 1987: Stripped to Kill
- 1987: Slumber Party Massacre II
- 1987: Die Munchies (Munchies)
- 1987: Big Bad Mama 2
- 1987: Slumber Party Massacre (Slumber Party Massacre II)
- 1987: Stunde der Meuchelmörder (Hour of the Assassin)
- 1988: Der Vampir aus dem All (Not of This Earth)
- 1988: Tango für einen Killer (Two to Tango)
- 1988: Crime Zone: Die Hölle auf Erden (Crime Zone)
- 1988: Ein Königreich vor unserer Zeit
- 1989: Blood Fist Fighter (Bloodfist)
- 1989: Stripped to Kill 2
- 1989: Barbarian Queen II (Barbarian Queen II: The Empress Strikes Back)
- 1989: Warlock – Satans Sohn (Warlock)
- 1989: Transilvania Twist
- 1989: Lords of the Deep
- 1989: Helden sterben einsam (Heroes Stand Alone)
- 1989: Good Night Hell (The Terror Within)
- 1990: The Terror Within II – Die Gene schlagen zurück, auch Unsichtbare Killer
- 1990: Deathstalker IV (Deathstalker IV: Match of the Titans)
- 1990: Slumber Party Massacre 3
- 1991: Dead Space
- 1992: Munchie
- 1992: Blackbelt
- 1993: Carnosaurus (Carnosaur)
- 1993: Corman’s Dracula (Dracula Rising)
- 1993: Fantastic Four (nicht veröffentlicht)[8]
- 1994: New Crime City
- 1995: Black Scorpion
- 1995: Caged Heat 3000
- 1995: Dillinger & Capone
- 1995: Babyface Nelson
- 1995: The Crazysitter
- 1995: Femme fatale aus dem All (Not Like Us)
- 1995: Alien Terminator
- 1995: Die Rückkehr der Piranhas (Piranha, Fernsehfilm)
- 1995: Das Alien in Dir (The Alien Within, Fernsehfilm)
- 1995: Forbidden Beauty (The Wasp Woman)
- 1995: Eine heiße Affäre (One Night Stand)
- 1996: Welcome to Planet Earth
- 1996: Last Exit to Earth
- 1996: Bloodfist 7
- 1996: Das Grauen aus der Tiefe (Humanoids from the Deep)
- 1997: Jailbreak
- 1997: Tödliches Inferno (Inferno)
- 1997: The Haunted Sea
- 1997: Mind Breakers
- 1997: Alien Avengers 2
- 1997: The Sea Wolf
- 1997: Knockin’ on Deaths Door
- 1998: Running Woman
- 1998: Detonator
- 1998: Black Thunder – Die Welt am Abgrund (Black Thunder)
- 1998: Watchers Reborn
- 1998: A Very Unlucky Leprechaun
- 1998: Dangerous Curves
- 1998: Club Vampire
- 1999: Das verwunschene Pony (The White Pony)
- 1999: Hell House
- 2000: Living Target
- 2000: The Suicide Club
- 2000: White Inferno: Snowboarder am Abgrund (Avalanche Alley, Fernsehfilm)
- 2001: Raptor
- 2001: A Girl, three Guys and a Gun
- 2002: Marlene Dietrich – Her Own Song
- 2002: Brother in Arms
- 2002: Slaughter Studios
- 2002: Wolfhound
- 2003: Barbarian
- 2003: When Eagles Strike
- 2004: Asphalt Wars
- 2004: DinoCroc
- 2005: Scorpius Gigantus
- 2005: Bloodfist 2050
- 2006: Saurian
- 2006: Die Jagd auf Eagle One (The Hunt for Eagle One)
- 2007: Die Hölle am Himmel (Cry of the Winged Serpent)
- 2007: Searchers 2.0
- 2007: Supergator
- 2008: Marcus – Der Gladiator von Rom (Cyclops, Fernsehfilm)
- 2010: Dinoshark
- 2010: Dinocroc vs. Supergator
- 2010: Death Race 2
- 2010: Sharktopus
- 2011: Piranhaconda
- 2012: Death Race: Inferno (Death Race 3: Inferno)
- 2014: Sharktopus vs. Pteracuda – Kampf der Urzeitgiganten (Sharktopus vs. Pteracuda)
- 2014: Operation Rogue
- 2014: Fist of the Dragon
- 2015: Sharktopus vs. Whalewolf
- 2015: Art School of Horrors
- 2017: Death Race 2050
- 2018: Death Race 4: Anarchy
- 2018: CobraGator
- 2019: Abduction
- 2021: The Jungle Demon

### Darsteller und Cameos (Auswahl)
- 1954: Monster from the Ocean Floor
- 1955: Der rasende Teufel
- 1955: Die letzten Sieben
- 1957: Naked Paradise
- 1958: Planet der toten Seelen (War of the Satellites)
- 1958: The Cry Baby Killer
- 1958: Hot Car Girl
- 1959: Die Wespenfrau (The Wasp Woman)
- 1960: Ski Troop Attack
- 1960: Battle of Blood Island
- 1961: Atlas
- 1966: Blood Bath
- 1974: Der Pate – Teil II (The Godfather Part II)
- 1975: Cannonball
- 1981: Das Tier (The Howling)
- 1982: Der Stand der Dinge (The State of Things)
- 1984: Swing Shift – Liebe auf Zeit (Swing Shift)
- 1989: Lords of the Deep
- 1991: Das Schweigen der Lämmer (The Silence of the Lambs)
- 1993: Body Bags (John Carpenter presents Body Bags)
- 1993: Philadelphia
- 1995: Apollo 13
- 2000: Scream 3
- 2003: Looney Tunes: Back in Action
- 2004: Der Manchurian Kandidat (The Manchurian Candidate)
- 2008: Rachels Hochzeit

### Dokumentation
- 1983: Roger Corman: Hollywood’s Wild Angel
- 1991: Crazy about the Movies: Dennis Hopper
- 1998: The Dark Side of Hollywood
- 2001: Schlock! The Secret History of American Movies
- 2004: Edgar G. Ulmer – Der Mann im Off (Dokumentarfilm)
- 2008: Direct Your Own Damn Movie!
- 2009: Nightmares in Red, White and Blue
- 2010: With Great Power: The Stan Lee Story
- 2011: Ufos, Sex und Monster – Das wilde Kino des Roger Corman
- 2011: Produce Your Own Damn Movie!

### Auszeichnungen und Ehrungen
- 1966: Nominierung bei den Internationalen Filmfestspielen von Venedig für Die wilden Engel
- 1984: Presidents Award der Academy of Science Fiction, Fantasy & Horror Films
- 1988: Life Career Award der Academy of Science Fiction, Fantasy & Horror Films
- 1990: Lifetime Achievement Award des Internationalen Filmfestivals von Stockholm
- 1991: Stern auf dem Hollywood Walk of Fame (7013 Hollywood Blvd.)
- 1992: Nominierung der Academy of Science Fiction, Fantasy & Horror Films für Roger Cormans Frankenstein
- 1996: Career Achievement Award der Los Angeles Film Critics Association
- 1996: Lifetime Achievement Award des Raindance Film Festival
- 1997: Preis der American Cinema Editors als „Filmmaker of the Year“
- 1997: Lifetime Achievement Award der Casting Society of America
- 1997: Lifetime Achievement Award des Florida Film Festival
- 1998: Ehrenpreis des Sitges Festival Internacional de Cinema Fantàstic de Catalunya
- 1999: Lifetime Achievement Award der Bram Stoker Awards
- 1999: Independent Filmmaker Award des Malibu Film Festival
- 2004: Independent Spirit Award der Empire Awards
- 2004: Governors’ Award der Society of Camera Operators
- 2005: Lifetime Achievement Award des New York City Horror Film Festival
- 2006: Lifetime Achievement Award der Producers Guild of America Awards
- 2007: Eyegore Award
- 2009: Aufnahme in die Fangoria Horror Hall of Fame bei den Fangoria Chainsaw Awards
- 2009: Auteur Award der Satellite Awards
- 2010: Ehrenoscar für sein Engagement in der Filmbranche
- 2010: Lifetime Achievement Award des Louisville Fright Night Film Fest
- 2012: Silver Medallion Award des Telluride Film Festival
- 2014: Lifetime Achievement Award des Hawaii International Film Festival
- 2014: Legend Award des New Media Film Festival
- 2014: Bronze Award des WorldFest Houston für Fist of the Dragon
- 2016: 2. Platz beim Action on Film International Film Festival für Fist of the Dragon

## Autobiografie
- How I Made A Hundred Movies in Hollywood and Never Lost a Dime. (zusammen mit Jim Jerome). 239 S., Da Capo Press, New York 1998. ISBN 0-306-80874-9.